# Gometz-la-Ville
Gometz-la-Ville är en kommun i departementet Essonne i regionen Île-de-France i norra Frankrike. Kommunen ligger i kantonen Limours som tillhör arrondissementet Palaiseau. År 2022 hade Gometz-la-Ville 1 512 invånare.

## Befolkningsutveckling
Antalet invånare i kommunen Gometz-la-Ville
| Referens: INSEE |